# Église de la Divine Providence
L'Église de la Divine Providence (en polonais : Świątynia Opatrzności Bożej) est un sanctuaire située à Varsovie, qui symbolise « la reconnaissance du pays pour la liberté retrouvée en 1989, pour le 20e anniversaire du pontificat de Jean-Paul II, et pour les 2 000 ans du christianisme. »
L'église a été inaugurée le 11 novembre 2016.

## Le Panthéon des grands Polonais
Elle abrite dans sa partie souterraine le Panthéon des grands Polonais (pl), où ont été inhumés :
- Jan Twardowski, poète, prêtre, ancien résistant, recteur de l'église des visitandines de Varsovie
- Zdzisław Peszkowski (en), prêtre, aumônier de la Fédération des familles de Katyń (pl) ancien prisonnier du camp de Kozielsk
- Krzysztof Skubiszewski, premier ministre des Affaires étrangères de la Pologne post-communiste (1989-1993)
- Ryszard Kaczorowski, dernier président de la République de Pologne en émigration, décédé dans la catastrophe de Smolensk.
- Józef Joniec (pl), Zdzisław Król (pl), Andrzej Kwaśnik (pl), autres victimes de l'accident de l'avion présidentiel polonais à Smolensk.

## Histoire
Selon une décision du parlement polonais du XVIIIe siècle, cette église catholique grandiose devait être un ex-voto des Polonais pour leur première Constitution démocratique adoptée le 3 mai 1791.
Une première pierre de l’édifice avait alors été posée par le roi de Pologne Stanislas Auguste Poniatowski, mais sa construction fut arrêtée peu après par le partage de la Pologne entre la Russie, la Prusse et l’Autriche.
L’idée de construire cette église a été reprise après 1918 quand la Pologne a recouvré son indépendance, mais une fois encore le projet n’a pu été réalisé à cause de la seconde guerre mondiale et de l’avènement du communisme.
En 1998, le parlement polonais (Sejm) a décidé une nouvelle fois, à l’initiative du cardinal-primat de Pologne Jozef Glemp, de construire à Varsovie l'Église de la Divine Providence, symbolisant cette fois-ci « la reconnaissance du pays pour la liberté retrouvée en 1989, pour le 20e anniversaire du pontificat de Jean-Paul II, et pour 2000 ans de christianisme ».
Le 12 septembre 2021, l'édifice accueille la cérémonie de béatification du cardinal Stefan Wyszyński.

## Le bâtiment

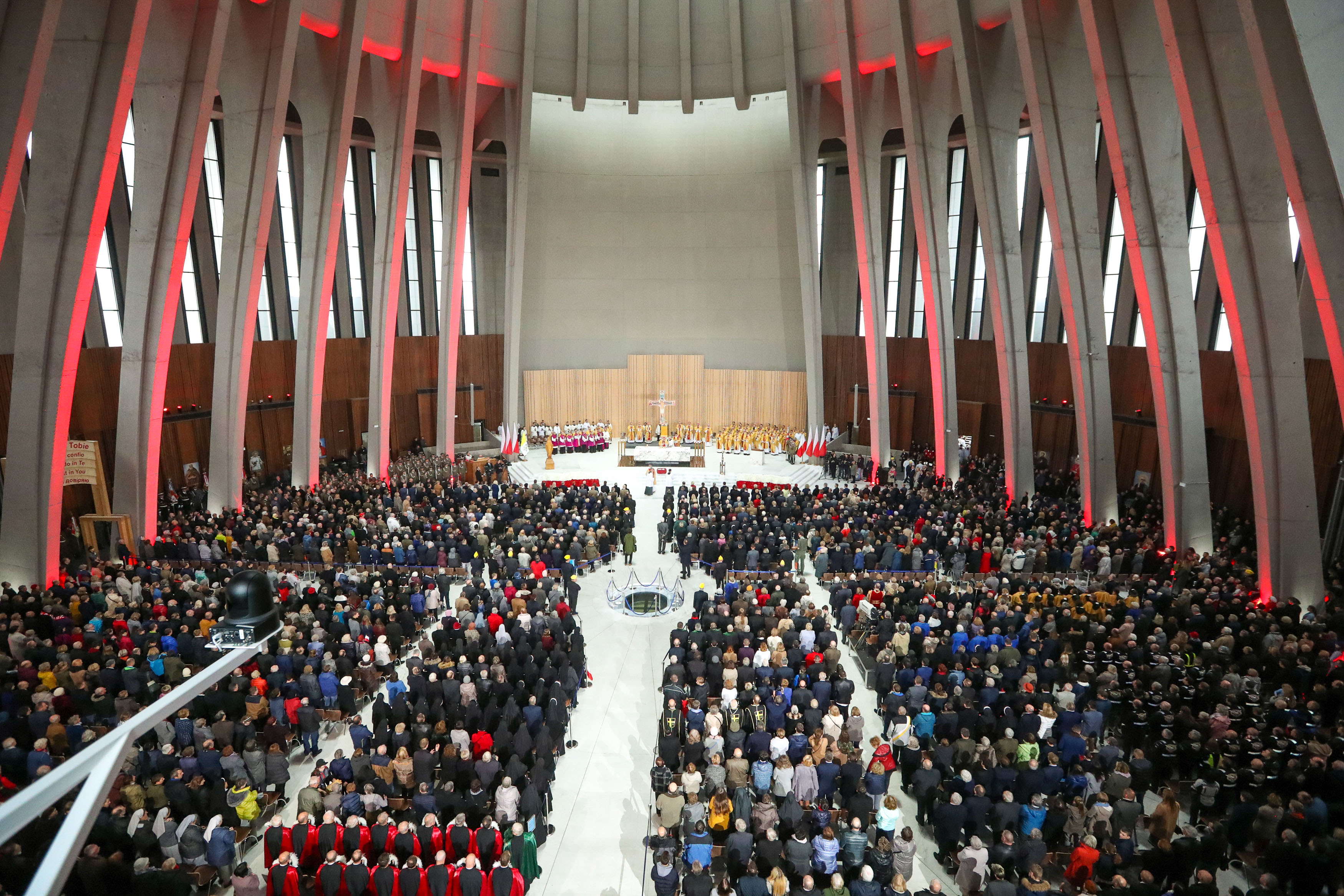
L'église basse du Temple en 2018.

L'Église de la Divine Providence a été financé par l'archevêché de Varsovie et l'État polonais.
Warbud (filiale polonaise du Groupe Vinci), participe à la réalisation de cette église en béton armé. L'entreprise réalise la tranche centrale (26 à 34 m) qui accueillera un musée sur l'histoire de l'Église polonaise, le presbytère, le chœur et 4 tours reliées par des passerelles.
La coupole est l'élément final de ce bâtiment impressionnant de 75 m de haut, 67 m de diamètre et d'une capacité de 4 500 places.